# Kráľova studňa (Slovenský kras)
Kráľova studňa je přírodní rezervace v oblasti Slovenský kras.
Nachází se v katastrálním území obce Silická Brezová v okrese Rožňava v Košickém kraji. Území bylo vyhlášeno v roce 1982 na rozloze 11,2137 ha. Ochranné pásmo nebylo stanoveno.